# Jan Ogrodzki
Jan Tomasz Ogrodzki (ur. 5 maja 1954 w Warszawie) – polski elektronik, doktor habilitowany nauk technicznych oraz diakon rzymskokatolicki. Specjalizuje się w analizie i projektowaniu systemów i mikrosystemów elektronicznych oraz modelowaniu komputerowym. Profesor nadzwyczajny Wydziału Elektroniki i Technik Informacyjnych Politechniki Warszawskiej.

## Życiorys
Absolwent XVI Liceum Ogólnokształcącego im. Stefanii Sempołowskiej w Warszawie w 1973. W 1977 ukończył studia magisterskie na Wydziale Elektroniki Politechniki Warszawskiej i w tym samym roku rozpoczął pracę w Instytucie Podstaw Elektroniki PW (obecnie Instytut Systemów Elektronicznych). Doktoryzował się w 1982 na podstawie pracy Zastosowanie jednowymiarowych przeszukiwań ortogonalnych do centrowania, doboru tolerancji i optymalizacji uzysku produkcyjnego w układach elektronicznych. Habilitację z elektroniki uzyskał w 1996 na podstawie dotychczasowego dorobku naukowego i pracy Jednolite ujęcie metod klasycznych komputerowej symulacji sieci elektrycznych. W 2000 objął stanowisko profesora nadzwyczajnego Wydziału Elektroniki i Technik Informacyjnych Politechniki Warszawskiej.
W latach 1978–1984 studiował teologię biblijną i teologię duchowości na Akademii Teologii Katolickiej. Prowadzi rekolekcje katolickie i zajmuje się działalnością duszpasterską. W 2007 rozpoczął pracę w Poradni Psychologiczno–Pastoralnej Archidiecezji Warszawskiej. Jest autorem artykułów w czasopismach takich jak „Powściągliwość i Praca”, „Różaniec”, „Posłaniec Serca Jezusowego” czy „Biuletyn Rodziny Rodzin”, a także kilku książek religijnych, m.in. „Słowo i kontemplacja” oraz „Jasnogórskie śluby narodu”. Od 1995 do 2015 był nadzwyczajnym szafarzem Komunii Świętej, natomiast 22 listopada 2015 został wyświęcony przez kardynała Kazimierza Nycza na diakona stałego archidiecezji warszawskiej.

## Działalność naukowa
W latach 1977–1982 działalność naukowa Jana Ogrodzkiego dotyczyła zastosowania teorii funkcji układowych i wrażliwości wielkoprzyrostowych w układach liniowych do projektowania komputerowego z uwzględnieniem rozrzutów. Pracował także nad algorytmami służącymi do analizy obszarów sprawności, jak również nad technikami przeszukiwań ortogonalnych. W późniejszym czasie, do połowy lat 90., skupiał się na analizie komputerowej układów elektronicznych, zagadnieniach związanych z modelowaniem sprzętów przy pomocy języków z rodziny HDL oraz komputerowej symulacji układów. Opracował też jednolitą teorię algorytmów analizy sieci. Odbył staże naukowe na University of Essex (1984) i Uniwersytecie w Yorku (1992). Po 1997 pracował nad analizą komputerową, modelowaniem i symulacją systemów cyfrowych, analogowych i mieszanych, jak również mikrosystemów wielodomenowych przy użyciu języka VHDL. Jest autorem i współautorem monografii, takich jak „ Analiza i projektowanie komputerowe układów elektronicznych”, „Komputerowa symulacja układów elektronicznych” czy „Circuit Simulation Methods and Algorithms”.

## Życie prywatne
Jest żonaty i ma syna Pawła.